# Antonio Maria Gallo
Antonio Maria Gallo, noto anche come Antonio Maria Galli (Osimo, 18 ottobre 1553 – Roma, 30 marzo 1620), è stato un cardinale e vescovo cattolico italiano.
Proveniva dalla nobile famiglia marchigiana dei Gallo.

## Biografia
Nacque a Osimo nel 1553 da Piero Stefano. I Gallo erano una famiglia originaria di Carpi che si stabilì a Osimo nella seconda metà del XV secolo. Il nome della madre è incerto: forse fu Cleofe da Sirolo, che in alcuni documenti appare come moglie del padre. Già avviato alla professione di notaio, in città ricopriva l'ufficio di cancelliere della Compagnia della Ss. Pietà di Osimo.
Fin da giovane entrò in confidenza con il Cardinale Peretti, futuro papa Sisto V che assai rapidamente gli assicurò un'importante carriera. All'età di 21 anni il Peretti lo portò a Roma e restò a lungo al servizio del nuovo papa, prima come coppiere e poi come segretario pontificio.
Ordinato sacerdote, venne nominato vescovo di Perugia il 5 novembre 1586 e, appena sei giorni dopo ancora, nel concistoro del 17 novembre, venne nominato cardinale e nel gennaio 1587 gli venne assegnato il titolo di cardinale presbitero di Sant'Agnese in Agone. Il 22 agosto dello stesso anno il papa lo nominò protettore del santuario di Loreto, affidandogli il compito di costituire in città la magistratura.
Il 15 gennaio 1590 fu nominato legato pontificio in Romagna, carica che tenne fino alla fine dell'anno. Nel 1591 fu trasferito alla sede vescovile di Osimo, che resse fino alla sua morte.
Molto energico, fece integralmente applicare le disposizioni del Concilio di Trento; disposizioni che i suoi predecessori erano riusciti a far applicare molto scarsamente.
Divenne in seguito protettore del Santuario di Loreto e Prefetto di varie Congregazioni romane. Nel 1600 optò per il titolo di cardinale presbitero di Santa Prassede e cinque anni dopo divenne cardinale-vescovo di Frascati, nel 1608 optò per la sede suburbicaria di Palestrina e nel 1611 ancora per quella di Porto e Santa Rufina. Già sub-decano del Sacro Collegio, ne divenne il decano nel 1615 ed optò per le sedi suburbicarie di Ostia e Velletri. Nel medesimo periodo fu anche governatore di Velletri.
In seguito attenuò la sua attività nelle diocesi, che oramai governava a mezzo dei suoi vicari. Morì a Roma il 30 marzo 1620. I funerali si svolsero nella chiesa del Gesù e la salma venne inumata nella Basilica di Santa Maria in Aracoeli.

## Conclavi
Il cardinale Antonio Maria Galli partecipò ai seguenti conclavi:
- conclave del settembre 1590, che elesse papa Urbano VII
- conclave dell'ottobre-dicembre 1590, che elesse papa Gregorio XIV
- conclave del 1591, che elesse papa Innocenzo IX
- conclave del 1592, che elesse papa Clemente VIII
- conclave del marzo 1605, che elesse papa Leone XI
- conclave del maggio 1605, che elesse papa Paolo V

## Genealogia episcopale e successione apostolica
La genealogia episcopale è:
- Arcivescovo Filippo Archinto
- Papa Pio IV
- Cardinale Giovanni Antonio Serbelloni
- Cardinale Giovanni Battista Castrucci
- Cardinale Antonio Maria Galli

La successione apostolica è:
- Arcivescovo Ferdinand de Rye (1587)
- Vescovo Pietro Usimbardi (1589)
- Vescovo Cesare Fedele (1607)
- Vescovo Giulio Calvi (1608)